# Hannu Manninen
Hannu Kalevi Manninen (Rovaniemi, 17 aprile 1978) è un ex combinatista nordico ed ex fondista finlandese.
È fratello di Pirjo, a sua volta fondista di alto livello.

## Biografia
Vincitore di medaglie olimpiche e mondiali, Hannu Kalevi Manninen in carriera si è aggiudicato anche quattro Coppe del Mondo assolute e tre nello sprint, ottenendo complessivamente novanta podi individuali. Ritiratosi nel 2011, nel 2017 è tornato alle gare e nella rassegna iridata di Lahti 2017 si è classificato 23º nel trampolino lungo e 5º nella gara a squadre dal trampolino normale. Ai XXIII Giochi olimpici invernali di Pyeongchang 2018 si è classificato 23º nel trampolino normale e 6º nella gara a squadre.
L'atleta finlandese, oltre a competere nella combinata nordica, ha disputato alcune gare anche nello sci di fondo, tra le quali la sprint olimpica a Salt Lake City 2002.

## Palmarès

### Combinata nordica

#### Olimpiadi
- 3 medaglie:
  - 1 oro (gara a squadre a Salt Lake City 2002)
  - 1 argento (gara a squadre a Nagano 1998)
  - 1 bronzo (gara a squadre a Torino 2006)

#### Mondiali
- 6 medaglie:
  - 3 ori (gara a squadre a Ramsau 1999; sprint, gara a squadre a Sapporo 2007)
  - 1 argento (gara a squadre a Trondheim 1997)
  - 2 bronzi (gara a squadre a Lahti 2001; gara a squadre a Val di Fiemme 2003)

#### Coppa del Mondo
- Vincitore della Coppa del Mondo nel 2004, nel 2005, nel 2006 e nel 2007
- Vincitore della Coppa del Mondo di sprint nel 2004, nel 2005 e nel 2006
- 95 podi (90 individuali, 5 a squadre)
  - 53 vittorie  (48 individuali, 5 a squadre)
  - 27 secondi posti
  - 15 terzi posti

##### Coppa del Mondo - vittorie
| Data             | Località                 | Nazione     | Trampolino                  | Spec.                                                              |
| ---------------- | ------------------------ | ----------- | --------------------------- | ------------------------------------------------------------------ |
| 8 marzo 1996     | Falun                    | Svezia      | Lugnet K115                 | IN LH/15 km                                                        |
| 11 gennaio 1997  | Saalfelden               | Austria     | Bibergschanze K85           | IN NH/15 km                                                        |
| 8 marzo 1997     | Lahti                    | Finlandia   | Salpausselkä K114           | IN LH/15 km                                                        |
| 11 dicembre 1997 | Steamboat Springs        | Stati Uniti | Howelsen K88                | SP NH/7,5 km                                                       |
| 29 dicembre 1997 | Oberwiesenthal           | Germania    | Fichtelberg K90             | SP NH/7,5 km                                                       |
| 21 novembre 1998 | Rovaniemi                | Finlandia   | Ounasvaara K90              | IN NH/15 km                                                        |
| 24 novembre 1998 | Rovaniemi                | Finlandia   | Ounasvaara K90              | SP NH/7,5 km                                                       |
| 29 novembre 1998 | Lillehammer              | Norvegia    | Lysgårdsbakken K90          | SP NH/7,5 km                                                       |
| 10 dicembre 1998 | Steamboat Springs        | Stati Uniti | Howelsen K88                | SP NH/7,5 km                                                       |
| 29 dicembre 1998 | Oberwiesenthal           | Germania    | Fichtelberg K90             | SP NH/7,5 km                                                       |
| 4 marzo 2000     | Lahti                    | Finlandia   | Salpausselkä K90            | SP NH/7,5 km                                                       |
| 21 gennaio 2001  | Park City Soldier Hollow | Stati Uniti | Utah Olympic Park K90       | T MS NH/3x5 km (con Jaakko Tallus e Samppa Lajunen)                |
| 16 marzo 2002    | Oslo                     | Norvegia    | Holmenkollen K115           | SP LH/7,5 km                                                       |
| 29 novembre 2002 | Kuusamo                  | Finlandia   | Rukatunturi K120            | SP LH/7,5 km                                                       |
| 15 dicembre 2002 | Harrachov                | Rep. Ceca   | Čerťák K90                  | SP NH/7,5 km                                                       |
| 13 dicembre 2003 | Val di Fiemme            | Italia      | Giuseppe Dal Ben K95        | MS NH/10 km                                                        |
| 10 gennaio 2004  | Seefeld in Tirol         | Austria     | Toni Seelos K90             | SP NH/7,5 km                                                       |
| 11 gennaio 2004  | Seefeld in Tirol         | Austria     | Toni Seelos K90             | IN NH/15 km                                                        |
| 25 gennaio 2004  | Sapporo                  | Giappone    | Ōkurayama K120              | MS LH/10 km                                                        |
| 27 gennaio 2004  | Sapporo                  | Giappone    | Ōkurayama K120              | SP LH/7,5 km                                                       |
| 14 febbraio 2004 | Oberstdorf               | Germania    | Schattenberg K120           | T LH/3x5 km (con Samppa Lajunen e Jaakko Tallus)                   |
| 15 febbraio 2004 | Oberstdorf               | Germania    | Schattenberg K120           | SP LH/7,5 km                                                       |
| 28 febbraio 2004 | Oslo                     | Norvegia    | Holmenkollen K115           | SP LH/7,5 km                                                       |
| 28 novembre 2004 | Kuusamo                  | Finlandia   | Rukatunturi HS142           | SP LH/7,5 km                                                       |
| 30 dicembre 2004 | Oberhof                  | Germania    | Hans Renner HS140           | IN LH/15 km                                                        |
| 6 gennaio 2005   | Schonach                 | Germania    | Langenwaldschanze HS96      | IN NH/15 km                                                        |
| 8 gennaio 2005   | Seefeld in Tirol         | Austria     | Toni Seelos HS100           | SP NH/7,5 km                                                       |
| 9 gennaio 2005   | Seefeld in Tirol         | Austria     | Toni Seelos HS100           | IN NH/15 km                                                        |
| 23 gennaio 2005  | Liberec                  | Rep. Ceca   | Ještěd HS134                | SP LH/7,5 km                                                       |
| 29 gennaio 2005  | Sapporo                  | Giappone    | Ōkurayama HS134             | MS LH/10 km                                                        |
| 30 gennaio 2005  | Sapporo                  | Giappone    | Ōkurayama HS134             | IN LH/15 km                                                        |
| 11 febbraio 2005 | Pragelato                | Italia      | Stadio del Trampolino HS140 | T LH/3x5 km (con Antti Kuisma e Jouni Kaitainen)                   |
| 4 marzo 2005     | Lahti                    | Finlandia   | Salpausselkä HS130          | SP LH/7,5 km                                                       |
| 13 marzo 2005    | Oslo                     | Norvegia    | Holmenkollen HS128          | SP LH/7,5 km                                                       |
| 25 novembre 2005 | Kuusamo                  | Finlandia   | Rukatunturi HS142           | IN LH/15 km                                                        |
| 3 dicembre 2005  | Lillehammer              | Norvegia    | Lysgårdsbakken HS131        | IN LH/15 km                                                        |
| 4 dicembre 2005  | Lillehammer              | Norvegia    | Lysgårdsbakken HS131        | SP LH/7,5 km                                                       |
| 30 dicembre 2005 | Oberhof                  | Germania    | Hans Renner HS140           | IN LH/15 km                                                        |
| 6 gennaio 2006   | Schonach                 | Germania    | Langenwaldschanze HS96      | IN NH/15 km                                                        |
| 14 gennaio 2006  | Val di Fiemme            | Italia      | Giuseppe Dal Ben HS134      | MS LH/10 km                                                        |
| 15 gennaio 2006  | Val di Fiemme            | Italia      | Giuseppe Dal Ben HS134      | SP LH/7,5 km                                                       |
| 21 gennaio 2006  | Harrachov                | Rep. Ceca   | Čerťák HS100                | SP NH/7,5 km                                                       |
| 22 gennaio 2006  | Harrachov                | Rep. Ceca   | Čerťák HS100                | IN NH/15 km                                                        |
| 28 gennaio 2006  | Seefeld in Tirol         | Austria     | Toni Seelos HS100           | SP NH/7,5 km                                                       |
| 29 gennaio 2006  | Seefeld in Tirol         | Austria     | Toni Seelos HS100           | IN NH/15 km                                                        |
| 18 marzo 2006    | Sapporo                  | Giappone    | Ōkurayama HS134             | MS LH/10 km                                                        |
| 30 dicembre 2006 | Ruhpolding               | Germania    | Große Zirmbergschanze HS128 | IN LH/15 km                                                        |
| 3 gennaio 2007   | Ruhpolding               | Germania    | Große Zirmbergschanze HS128 | T SP LH/2x7,5 km (con Anssi Koivuranta)                            |
| 14 gennaio 2007  | Val di Fiemme            | Italia      | Giuseppe Dal Ben HS106      | T NH/4x5 km (con Ville Kähkönen, Jaakko Tallus e Anssi Koivuranta) |
| 4 febbraio 2007  | Zakopane                 | Polonia     | Wielka Krokiew HS134        | MS LH/10 km                                                        |
| 29 novembre 2009 | Kuusamo                  | Finlandia   | Rukatunturi HS142           | IN LH/10 km                                                        |
| 2 gennaio 2010   | Oberhof                  | Germania    | Hans Renner HS140           | IN LH/10 km                                                        |
| 6 marzo 2010     | Lahti                    | Finlandia   | Salpausselkä HS130          | IN LH/10 km                                                        |

Legenda:

IN = individuale Gundersen

SP = sprint

MS = partenza in linea

T = gara a squadre

NH = trampolino normale

LH = trampolino lungo

### Sci di fondo

#### Coppa del Mondo
- Miglior piazzamento in classifica generale: 60º nel 2003